# Guglielmo I di Besalú
Guglielmo, detto il Grasso; Guillaume in francese, Guillem in catalano, Guillermo in spagnolo, in portoghese e in galiziano, Guillelmus in latino (1000 circa – 1052), fu Conte di Besalú, dal 1020 alla sua morte.

## Origine
Guglielmo, secondo il Gesta Comitum Barchinonensium, era il figlio maschio primogenito del Conte di Besalú, Bernardo I e della moglie, Toda di Provenza, che secondo le Europäische Stammtafeln, volume II, tavola 187 (non consultato), era figlia del conte d'Avignone, conte di Provenza e marchese di Provenza, Guglielmo I e della prima moglie, Arsenda di Comminges; seconda altri invece era figlia del duca di Guascogna, Guglielmo Sánchez e di Urraca di Pamplona.
Bernardo I di Cerdanya, sia secondo il Gesta Comitum Barchinonensium, sia secondo lo storico catalano Pròsper de Bofarull i Mascaró, nel suo Los condes de Barcelona vindicados, Tome I, era il figlio maschio secondogenito del Conte di Cerdanya, di Conflent e di Besalú, Oliba Cabreta e di Ermengarda d'Empúries (?-dopo il gennaio 995, data in cui compare citata in un documento) di cui non si conoscono gli ascendenti, come conferma il Bofarull.

La penisola iberica nella prima metà del X secolo. La marca di Spagna è vassallo del regno di Francia

## Biografia
Molto probabilmente Guglielmo nacque prima dell'anno 1000, in quanto viene citato assieme al padre (Bernardus comes cum filio suo Guilliermo) nel documento n° 10 del Diplomatari i escrits literaris de l'abat i bisbe Oliba rammentando che erano sotto la protezione di papa Giovanni XV († 996).
Il documento n° MMCLXX della Colección diplomática del Condado de Besalú, Tome XV, datato 1011, riporta la donazione del castello di Tautavel (castellum quem dicunt Talteuul), ricevuta da Guglielmo (filio meo Guillelmo) da parte del padre, Bernardo I (Bernardus gratia Dei comes) e sottoscritta da suo zio, il fratello del padre, Oliva (Oliba vice comes).
Nel 1012, Guglielmo assieme ai genitori, Bernardo I e la moglie chiamata Adalez (Bernardus gratia Dei comes et eius conniunx nomine Adalez prolique eorum Wielmo) fecero una donazione alla chiesa di Santa Maria del castello di Besalú, come riporta il documento n° 9 del Un cartoral de la canònica agustiniana de Santa Maria del castell de Besalú (segles X-XV).
Nel 1017, suo padre, Bernardo I (Bernardus gratia Dei comes), confermò una proprietà al vescovo di Besalù, come riporta il documento n° CLXXVII della Marca Hispanica sive Limes Hispanicus, controfirmato da sua madre, Toda (Totæ comitissæ) e da Guglielmo (Vuillelmi).
Nel 1018, Guglielmo, ancora assieme ai genitori, Bernardo I e Toda, chiamata Adalez, (Bernardus gratia Dei comes et uxor mea Tota comitissa que vocatur Adalet et filius meus Wielmus) fecero un'altra donazione alla chiesa di Santa Maria del castello di Besalú, come riporta il documento n° 12 del Un cartoral de la canònica agustiniana de Santa Maria del castell de Besalú (segles X-XV).

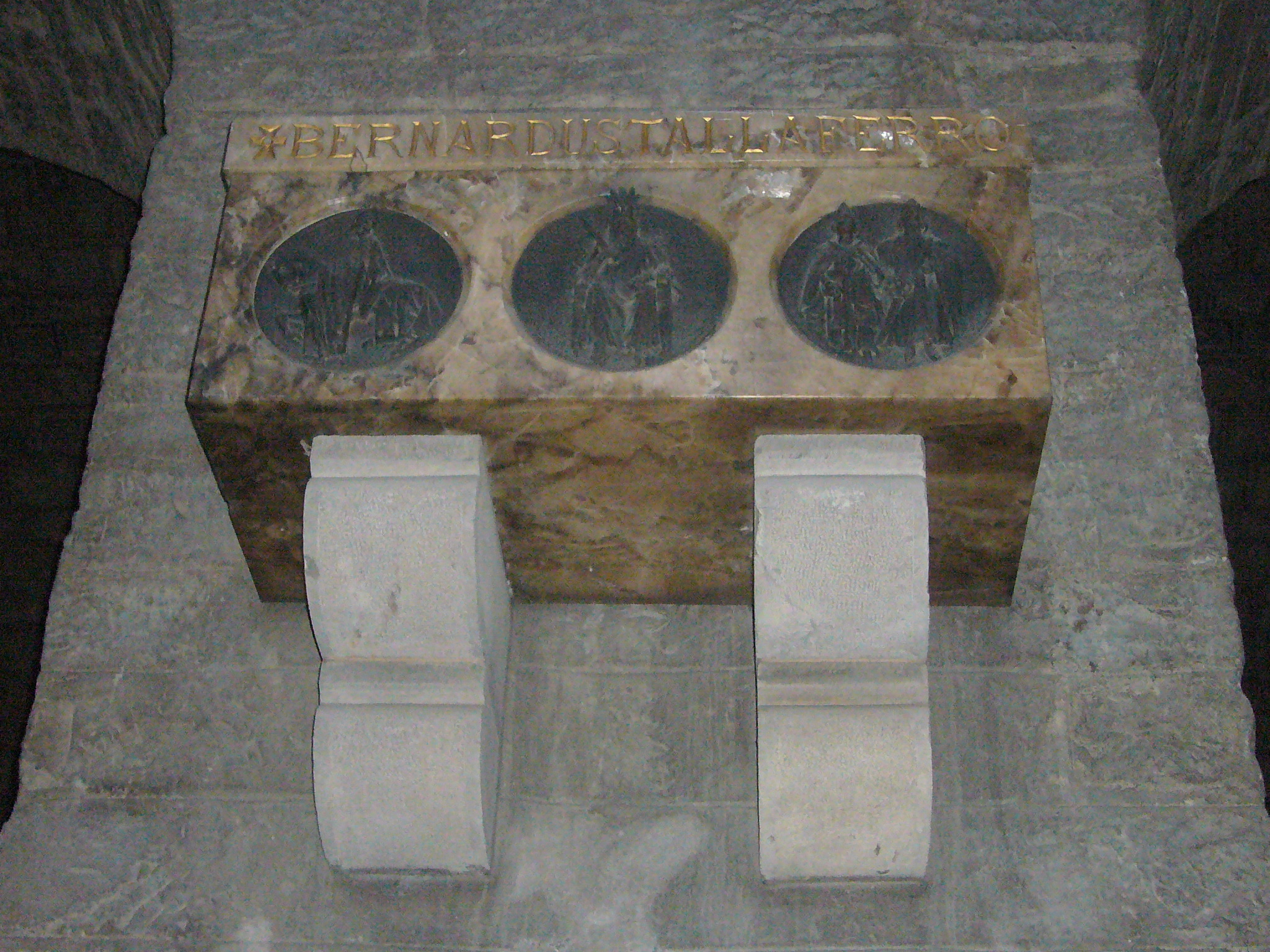
Sepolcro contenente le spoglie di Guglielmo I, nel monastero di Santa Maria di Ripoll

Secondo il Chronicon alterum Rivipullense, suo padre, Bernardo I, morì nel 1020 (1020. obiit Bernardus comes); il Gesta Comitum Barchinonensium riporta che Bernardo morì in Provenza, annegando nell'attraversamento del Rodano mentre si recava al matrimonio di Guglielmo, che gli succedette nella contea di Besalù.
Nel mese di ottobre, prima di partire, Bernardo I aveva fatto testamento, dove ricorda la moglie, Toda, tutti i figli e i due fratelli, Goffredo e Oliva; il testamento è riportato sia dal documento n° 65 del Diplomatari i escrits literaris de l'abat i bisbe Oliba, che dal documento n° XIX della España Sagrada, tomo XLV.
Secondo il documento n° MMCLXXV della Colección diplomática del Condado de Besalú, Tome XV, datato 1020, Guglielmo assieme alla moglie Gerberga (Willelmus gratia Dei Comes et uxori meæ Girberga comitisa) fecero una vendita di una proprietà.
Sempre nel 1020, secondo il documento n° 19 del Un cartoral de la canònica agustiniana de Santa Maria del castell de Besalú (segles X-XV), Guglielmo assieme alla moglie Adelaide (Willelmo gratia Dei comes et uxori sue Adalais) fecero una donazione alla chiesa di Santa Maria.
Secondo il documento n° 18 del Un cartoral de la canònica agustiniana de Santa Maria del castell de Besalú (segles X-XV), datato 1026, Guglielmo assieme alla moglie Adelaide (Willelmo gratia Dei comitte, et uxori sue Adalais) fecero una donazione alla chiesa di Santa Maria.
Secondo il documento n° DLXXIV della Colección diplomática del Condado de Besalú, Tome XV, datato 1027, Guglielmo assieme alla moglie Adelaide (Guillermo de Besalú y su esposa Adelaiza) fece una donazione alla chiesa di Besalú.
Nel 1029, Guglielmo diede inizio alla costruzione del castello di Besalú.
Secondo il documento n° MMCLXXXI della Colección diplomática del Condado de Besalú, Tome XV, datato 1031, Guglielmo (Guilemus gratia Dei Comite), fece una vendita di una proprietà, nel territorio di Besalù (comitatu Bisuldense).
Secondo il documento n° MMCLXXXIII della Colección diplomática del Condado de Besalú, Tome XV, datato 1033, Guglielmo (Guillelmus Dei gratia comes resideret in castro Bisulduno), rinunciò alla proprieta di un monastero.
Nonostante le varie donazioni che aveva fatto alla chiesa ed a vari monasteri, Guglielmo ebbe fama di aver tenuto un comportamento disdicevole nei confronto della chiesa, con soprusi e appropriazioni.
Nel 1036, Guglielmo con la moglie, Adelaide ed il figlio, Bernardo (Willelmus gratia Dei Comes simul cum coniuge mea Azaleiz et filio meo Bernardo), risolse una disputa all'interno del monastero di Santa Maria Arulas, come riporta il documento n° CCXVII della Marca Hispanica sive Limes Hispanicus.
Siccome il comportamento di prepotenza nei confronti della chiesa era diffuso in tutte le contee catalane, nel 1049, fu convocato un concilio a Narbona, dove erano presenti tutti i vescovi catalani e dove tutti i colpevoli di comportamento aggressivo furono scomunicati ad eccezione di conti di Besalù e Cerdayna; Guglielmo in cambio del perdono promise che assieme al figlio, Guglielmo, avrebbe difeso l'Abbazia di San Michele di Cuxa.
Guglielmo fu il primo conte di Besalù a battere moneta con il proprio nome.
Secondo il Chronicon alterum Rivipullense, Guglielmo morì nel 1052 (1052. obiit Guillelmus comes Bisull.); il Gesta Comitum Barchinonensium riporta che Guglielmo detto il Grosso morì nel 1052, fu inumato assieme alle spoglie del padre, nel monastero di Santa Maria di Ripoll e che gli succedettero entrambi i figli.

## Matrimonio e discendenza
Verso il 1020, Guglielmo aveva sposato Adelaide (o Gerberga) di Provenza († dopo il 1036), di cui non si conoscono gli ascendenti.
Il matrimonio viene confermato da alcuni documenti in cui Adelaide (o Gerberga) viene citata col marito.
Guglielmo da Adelaide (o Gerberga) ebbe tre figli:
- Guglielmo († 1066), Conte di Besalú[29];
- Bernardo († 1100), Conte di Besalú[29];
- Adelaide († dopo il 1020), sposata con il conte di Urgell, Ermengol III[32] (1033 circa -1065).

### Fonti primarie
- (LA)  Rerum Gallicarum et Francicarum Scriptores, Tomus IX.
- (LA)  Viage literario a las iglesias de España. Tomo 5.
- (LA)  Rerum Gallicarum et Francicarum Scriptores, Tomus XI.
- (LA)  Colección diplomática del Condado de Besalú, tomus XV.
- (LA)  España Sagrada Tomo XLIII.
- (LA)  Marca Hispanica sive Limes Hispanicus.
- (LA)  Un cartoral de la canònica agustiniana de Santa Maria del castell de Besalú (segles X-XV) Archiviato il 18 maggio 2021 in Internet Archive..
- (LA)  Diplomatari i escrits literaris de l'abat i bisbe Oliba.
- (LA)  Colección diplomática del Condado de Besalú, tomus XII.

### Letteratura storiografica
- (ES)  Bofarull i Mascaró, Los condes de Barcelona vindicados, Tome I,.
- (ES)  Historia de los condes de Urgel, Tomo I.